# 额鲁特前旗
额鲁特前旗，後改称额鲁特后旗，清代蒙古旧旗名。噶尔丹同祖弟丹津之孙阿喇布坦，初与噶尔丹聚牧于阿尔泰山之科布多，噶尔丹深倚任之，寻与之异。清康熙四十一年（1702年）阿喇布坦来归，封多罗郡王。次年以所属编旗，授札萨克。子车棱旺布、色布腾旺布相继袭。雍正四年（1726年）增置一旗（额鲁特后旗），七年（1729年）二旗合併，统称“额鲁特後旗”。乾隆十三年（1748年），色布腾旺布嗣子朋素克降袭固山贝子。四十六年（1781年）诏世袭罔替。
清朝康熙四十一年（1702年）以后，驻牧推河（今蒙古国巴彦洪戈尔省图音河）。雍正九年（1731年）徙牧喀尔喀河（今蒙古国和内蒙古自治区新巴尔虎左旗南哈拉哈河），乾隆十三年（1748年）复徙牧推河，二十六年（1761年）徙治赛音诺颜部之塔米尔河北岸巴特曾格勒东，在今蒙古国后杭爱省乌勒吉特苏木。1911年地入蒙古国。 